# موزه زالتسبورگ
موزه زالتسبورگ (به انگلیسی: Salzburg Museum) موزه هنری و فرهنگی شهر و منطقه زالتسبورگ، اتریش است. این مکان به عنوان موزه استان و همچنین پیشتر به عنوان موزه کارولینای شمالی شناخته شده بود.